# Tesgüino
Tesgüino – napój alkoholowy popularny wśród niektórych plemion Indian meksykańskich, np. Tarahumara, przyrządzany najczęściej ze skiełkowanych ziaren kukurydzy, piloncillo (brązowego cukru z trzciny cukrowej) i wody. Inne możliwe składniki to: poziomki, brzoskwinie, ziarno pszenicy lub sorgo lub sok z liści agawy. Napitek często spożywany z okazji świąt religijnych, ważnych uroczystości rodzinnych i politycznych. Rozcieńczony wodą napój bywa spożywany przez karmiące matki i dzieci, stanowiąc uzupełnienie ich diety. Nazwa napoju pochodzi od słowa w języku nahuatl tecuin (bić – o sercu).
Istnieje również wersja znacznie słabsza, spożywana przez Metysów, zwana tejuino.